# Limois emeljanovi
Limois emeljanovi är en insektsart som beskrevs av Oshanin 1908. Limois emeljanovi ingår i släktet Limois och familjen lyktstritar. Inga underarter finns listade i Catalogue of Life.